# Dino Tonini
Dino Vittor Tonini (San Daniele del Friuli, 20 febbraio 1905 – Padova, 8 aprile 1975) è stato un ingegnere italiano.

## Biografia
Nato a San Daniele del Friuli, in provincia di Udine, era figlio di Giuseppe Tonini e di Lucia Legranzi, e fratello maggiore di Mario Tonini. Compiuti gli studi classici a Roma, si laureò in ingegneria civile-idraulica presso l'università di Padova nel 1927.
Entrato nel 1928 nel servizio idrografico del ministero dei lavori pubblici, passò nel 1930 alla SADE, dapprima addetto all'ufficio di presidenza di Roma, poi alla consociata CIBE di Bruxelles, nella quale divenne, nel 1936, capo dell'ufficio tecnico, incarico mantenuto sino al rimpatrio, nel 1939, e infine al servizio costruzioni idrauliche di Venezia il 1º marzo 1940, indi ai cantieri per la diga di Pieve di Cadore e nell'impianto Piave-Boite-Maè-Vajont, ove ebbe ad affrontare vari problemi connessi con questa grande realizzazione.
Quando, nel 1950, venne istituito l'ufficio studi del gruppo SADE, ne divenne direttore, carica che mantenne fino alla fine del 1962. Anche e specialmente in quella sede il suo valore tecnico e di studioso ebbe modo di affermarsi con qualificati contributi. Da ricordare anzitutto i contributi relativi al campo della glaciologia. Anche il fratello divenne ingegnere della SADE.
Libero docente in costruzioni idrauliche dal 1942, venne chiamato nel dicembre 1962 a ricoprire la cattedra professore straordinario di idrografia e idrologia presso la facoltà di ingegneria dell'università di Padova. Presso la stessa università, a partire dal 1966, venne istituito per sua iniziativa un corso internazionale postuniversitario di idrologia, abitualmente frequentato da numerosi allievi stranieri, di cui egli assunse la direzione ordinaria. Al processo per il disastro del Vajont fu assolto da tutte le imputazioni per non aver commesso il fatto.
L'8 aprile 1975, dopo un anno di malattia che aveva ridotto ma non interrotto la sua attività scientifica, morì a Padova. Il premio Dino Tonini è messo a disposizione dall'Enel, tramite la SII, per onorarne la memoria.

## Vita privata
Il 24 giugno 1940 sposò Sofia Mapei, proprietaria dell'omonima azienda agricola di Nocciano, ed ebbe cinque figli: Lucia, Pietro, Ida, Nicoletta e Camillo. Conferì nuova vitalità all'azienda, progettando e attuando, tra le altre, l'odierna rete irrigua. Era anche appassionato cultore delle arti e da giovane, nel 1926, fu tra i fondatori del Futurismo a Padova, ed è proprio in suo omaggio che s'ispira l'attuale logo dell'azienda e tutti i nomi dei suoi vini selezionati.